# Parafia św. Michała Archanioła w Dąbrówce
Parafia świętego Michała Archanioła w Dąbrówce – parafia rzymskokatolicka, znajdująca się w diecezji pelplińskiej, w dekanacie Kamień Krajeński.